# Desheun Ryo Yamakawa
Desheun Ryo Yamakawa (født 21. april 1997) er en japansk fodboldspiller.
Han har spillet for flere forskellige klubber i sin karriere, herunder FC Ryukyu.